# Cappella di Merope Becchini
La cappella di Merope Becchini è un edificio funerario situato nei pressi della frazione di San Lorenzo, nel comune di Arcidosso.

## Storia
La cappella funeraria venne edificata nei pressi del convento dei Cappuccini come tomba della giovane Merope Becchini, figlia dell'avvocato Raffaello e di Maria Becchini, deceduta ventunenne a Grosseto a causa del morbillo il 5 giugno 1902. La costruzione dell'edificio, su disegno e direzione dei lavori dell'architetto grossetano Lorenzo Porciatti, ebbe inizio il 12 agosto 1902 e terminò dopo quattro mesi esatti, il 12 dicembre.

## Descrizione
La cappella presenta una facciata in stile neogotico, con lesene, un piccolo rosone centrale e il portale incastonato con lunetta scolpita in bronzo. Sopra il portone è affissa la scritta: «Tomba di Merope Becchini». Sulle due fasce laterali si trovano due nicchie recanti due statue in bronzo. L'ingresso è delimitato da una balaustra in ferro, opera del senese Vitaliano Pettini.
Gli interni presentano decorazioni del pittore Giuseppe Corsini, coadiuvato da Giuseppe Maestripieri, e vi si trovano custodite alcune statue, tra cui il centrale monumento funebre della defunta in marmo, realizzate dallo scultore fiorentino Vincenzo Rosignoli. Sull'altare è posto il dipinto raffigurante l'Assunzione di Merope Becchini, opera del pittore Galileo Chini: la giovane defunta viene portata in cielo dall'angelo custode mentre si trova su un prato di gigli bianchi, con alle spalle il paesaggio amiatino e il paese di Arcidosso.

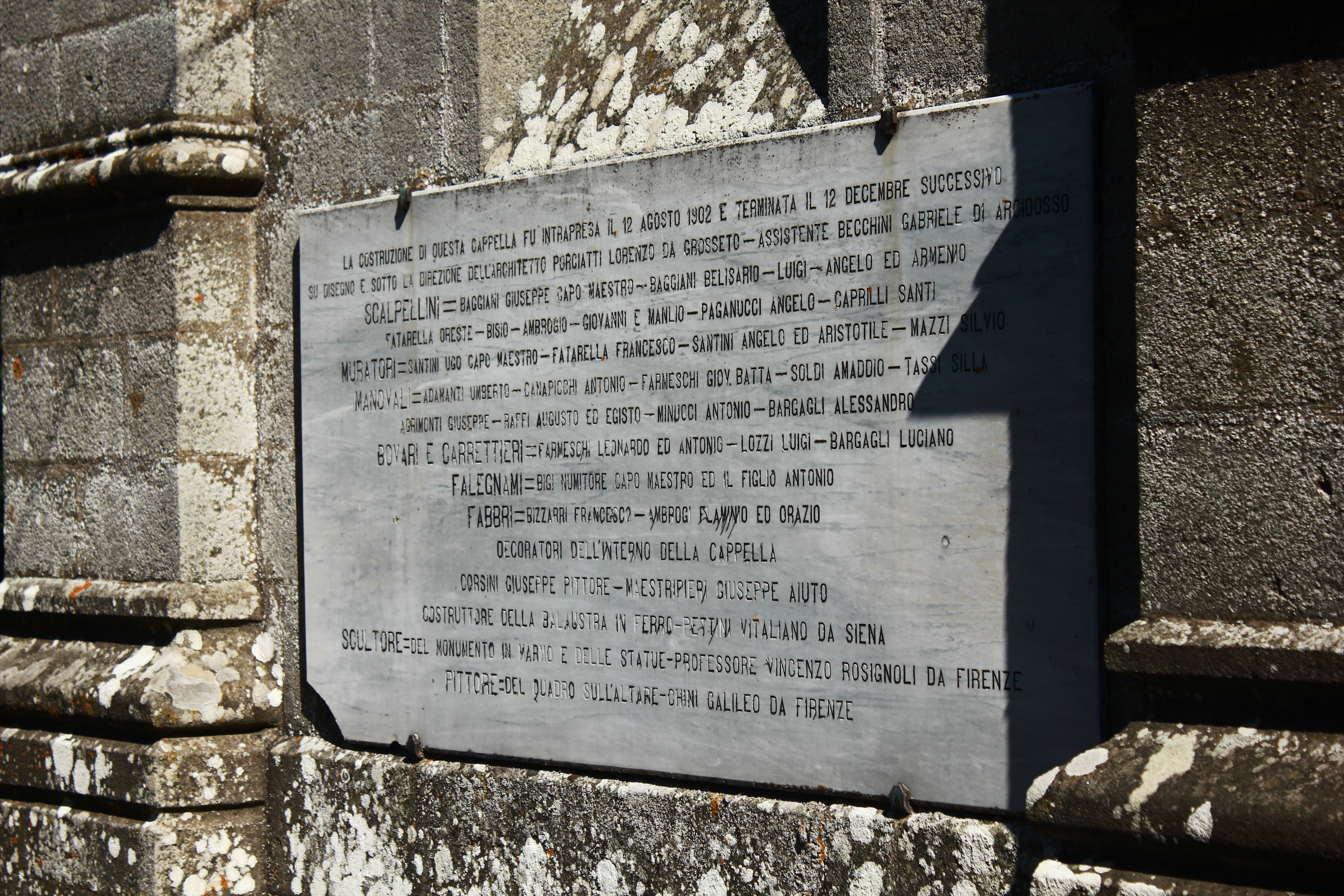
La lapide in ricordo dei lavori di costruzione

Sul fianco sinistro dell'edificio è apposta una lapide che ricorda tutti i nomi di coloro che hanno contribuito alla realizzazione della cappella: architetto, scalpellini, muratori, manovali, bovari e carrettieri, falegnami, fabbri e gli artisti degli interni.